# Hypotacha bubo
Hypotacha bubo är en fjärilsart som beskrevs av Emilio Berio 1941. Hypotacha bubo ingår i släktet Hypotacha och familjen nattflyn. Inga underarter finns listade i Catalogue of Life.